# Fred Darling
 (mai 2025).
Si vous disposez d'ouvrages ou d'articles de référence ou si vous connaissez des sites web de qualité traitant du thème abordé ici, merci de compléter l'article en donnant les références utiles à sa vérifiabilité et en les liant à la section « Notes et références ».
Fred Darling (1884-1953) est un entraîneur britannique de chevaux de courses, spécialisé dans les courses de plat.

## Carrière
Fred Darling est le fils de Sam Darling, entraîneur de purs-sangs à succès installé à Beckhampton, près de Avebury dans le Wiltshire, qui remporta deux Derby d'Epsom (avec Galtee More en 1897 et Ard Patrick en 1902). Il débute avec des chevaux d'obstacles en tant qu'entraîneur particulier de Lady de Bathe à Newmarket, puis exporte ses talents en Allemagne avant de revenir en Angleterre en 1913 pour prendre la suite de son père, retraité, à Beckhampton. Il y resta toute sa carrière avant jusqu'à sa propre retraite en 1947 et de laisser ses installations à une autre légende des courses anglaises, Noel Murless. 
Son premier champion s'appelle Hurry On, il reste invaincu en 6 courses et remporte le St. Leger en 1916. C'est le premier classique anglais au palmarès de Fred Darling, dix-huit suivront, parmi lesquels sept Derby d'Epsom, un record qui tiendra jusqu'à Aidan O'Brien en 2020. À partir de 1932, il forme pendant un duo à succès avec le jockey Gordon Richards, le plus grand jockey de son époque. Fred Darling est sacré "champion trainer" à six reprises, 1926, 1933, 1940, 1941, 1942 et l'année de sa retraite, 1947. Parmi ses plus grands champions, on peut citer Sun Chariot, Owen Tudor ou encore le fils de ce dernier, Tudor Minstrel. Également éleveur, il a fait naître Pinza, vainqueur du Derby l'année de sa mort, en 1953. 
Chaque année les Fred Darling Stakes, un groupe 3 disputé à Newbury, célèbre sa mémoire.

## Palmarès sélectif
Grande-Bretagne
- Derby d'Epsom – 7 – Captain Cuttle (1922), Manna (1925), Coronach (1926), Cameronian (1931), Bois Roussel(1938), Pont l'Eveque (1940), Owen Tudor (1941)
- Oaks – 2 – Commotion (1941), Sun Chariot (1942)
- 2000 Guinées – 5 – Manna (1925), Cameronian (1931), Pasch (1938), Big Game (1942), Tudor Minstrel (1947)
- 1000 Guinées – 2 – Four Course (1931), Sun Chariot (1942)
- St. Leger – 3 – Hurry On (1916), Coronach (1926), Sun Chariot (1942)
- L'Ascot Gold Cup en 1942 avec le cheval Owen Tudor et le jockey Gordon Richards[1]